# Agapanthia gemella
Agapanthia gemella är en skalbaggsart som beskrevs av Holzschuh 1989. Agapanthia gemella ingår i släktet Agapanthia och familjen långhorningar. Inga underarter finns listade i Catalogue of Life.